# Grammy for bedste vokale rock-præstation af en duo eller gruppe
Grammy for Best Rock Performance by a Duo or Group with Vocal er en amerikansk pris der uddeles af Recording Academy for årets bedste udgivelse med sang af en duo eller en rock-gruppe. Prisen kan gives for et album eller en single, og prisen går til gruppen eller sangerne. Prisen har været uddelt siden 1980. 
i 1980 hed prisen Best Rock Vocal Performance by a Duo or Group.

## Modtagere af Grammy for Best Rock Performance by a Duo or Group with Vocal
- 2008: The White Stripes for Icky Thump
- 2007: Red Hot Chili Peppers for Dani California
- 2006: U2 for Sometimes You Can't Make It On Your Own
- 2005: U2 for Vertigo
- 2004: Bruce Springsteen & Warren Zevon for Disorder in the House
- 2003: Coldplay for In My Place
- 2002: U2 for Elevation
- 2001: U2 for Beautiful Day
- 2000: Everlast & Santana for Put Your Lights On

- 1999: Aerosmith for Pink
- 1998: The Wallflowers for One Headlight
- 1997: Dave Matthews Band for So Much to Say
- 1996: Blues Traveler for Run-Around
- 1995: Aerosmith for Crazy
- 1994: Aerosmith for Livin' on the Edge
- 1993: U2 for Achtung Baby
- 1992: Bonnie Raitt & Delbert McClinton for Good Man, Good Woman
- 1991: Aerosmith for Janie's Got a Gun
- 1990: Traveling Wilburys for Traveling Wilburys Vol. 1

- 1989: U2 for Desire
- 1988: U2 for The Joshua Tree
- 1987: Eurythmics for Missionary Man
- 1986: Dire Straits for Money for Nothing
- 1985: Prince & the Revolution for Purple Rain
- 1984: The Police for Synchronicity
- 1983: Survivor for Eye of the Tiger
- 1982: The Police for Don't Stand So Close to Me
- 1981: Bob Seger & the Silver Bullet Band for Against the Wind
- 1980: Eagles for Heartache Tonight

## Se Også
- Grammy priserne.